# Taedongmun

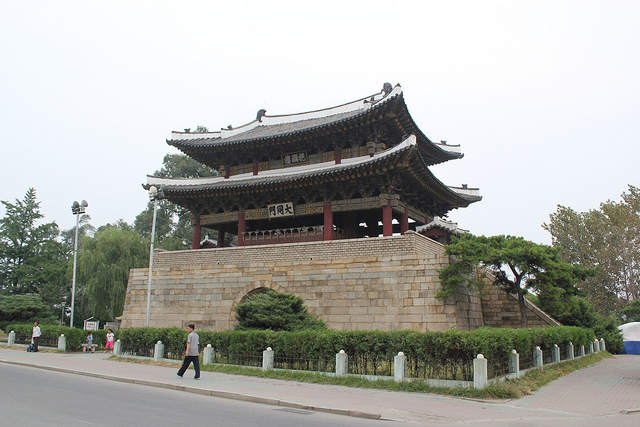
Taedongmun

Portal Taedong é a porta leste do interior do castelo da cidade murada de Pyongyang e um dos Tesouros Nacionais da Coreia do Norte. Localizado nas margens do rio Taedong, que leva seu nome, a porta foi originalmente construída no século VI como uma construção oficial Koguryo e serviu como centro das defesas do leste do castelo. No entanto, a atual construção data de 1635, visto que a original foi queimada durante a Guerra Imjin, no final do século VI.